# 感知像素
感知像素（Perceptive Pixel），是微软旗下的一个从事多点触摸屏技术的研发和产品的子公司。它的技术广泛是用于电视广播、军事防卫、地理信息系统、可再生能源商业化、工业设计、医学成像。

## 概述
感知像素最初是一名独立公司，总部在纽约市，并在加州山景城、波特兰市、华盛顿特区设立办公室。早于公司建立之时，其创始人杰佛逊·汉曾在2006年2月的TED会议上宣布了多点触摸屏硬件和软件技术。随后2007年，公司研发成功了第一款多点触摸工作站，及更大的多点触控协作墙。它在CNN报道2008年美国总统大选中广为人知。2009年，因在交互设计中的杰出贡献，史密森学会授予了感知像素当年的美国国家设计奖。
2012年7月9日，微软CEO史蒂夫·鲍尔默宣布收购感知像素，并通过封闭的三周交易在7月31日达成收购案。在同年的微软全球战略伙伴会议上，鲍尔默表示公司希望通过感知像素的技术加强Windows 8的运行系统。
2015年1月21日，微软发布下一代产品Surface Hub，作为Microsoft Surface的最新品牌；而这一品牌是由感知像素团队研发实现。